# Hato Arriba (Arecibo)
Hato Arriba es un barrio del municipio de Arecibo, Puerto Rico. Según el censo de 2020, tiene una población de 7977 habitantes.

## Geografía
Está ubicado en las coordenadas 18°26′13″N 66°44′43″O / 18.43694, -66.74528. Según la Oficina del Censo, tiene una superficie de 12.5 km², correspondientes en su totalidad a tierra firme.

## Demografía
Según el censo de 2020, hay 7977 personas residiendo en el barrio. La densidad de población es de 638.2 hab./km². El 14.53% de los habitantes son blancos, el 3.06% son afroamericanos, el 0.34% son amerindios, el 0.19% son asiáticos, el 22.26% son de otras razas y el 59.62% son de una mezcla de razas. Del total de la población, el 99.25% son hispanos o latinos de cualquier raza.